# Право на восстание

Взятие Бастилии, один из символов Великой французской революции. День взятия Бастилии отмечается как национальный праздник.

Право на восстание (лат. jus resistendi), также известно как право на сопротивление угнетению, право на революцию — в политической философии право граждан любыми средствами, вплоть до вооруженной борьбы, защищать свои права и свободы от узурпаторов. Относится к естественным правам, то есть не требует подтверждения нормами позитивного права.

## История
С древнейших времен постоянно сталкивались два противоположных взгляда закона: сторонники авторитарной власти придерживались принципа «закон есть закон», а «закон — это наша воля», на что защитники свободы отвечали: «несправедливый закон не есть закон» (Lex injusta non es lex). 
Обоснование права на сопротивление угнетению берёт начало в античном праве на тираноубийство. В своём труде Иоанн Солсберийский писал: «Убить тирана не только законно, но и правильно и справедливо». Гуго Гроций хотя и отрицал право народа на «законный бунт» против суверенной власти, но указывал, что тот государь, который провозглашает себя врагом своего народа, «тем самым отрекается от своей короны». Самюэль Пуфендорф писал: «Право народа на восстание может быть допущено только в том отношении, что народу позволительно защищать себя, когда он доведен до крайности несправедливой жестокостью со стороны своего государя».
Отталкиваясь от формулы «несправедливый закон не есть закон», живший в XVII веке в Англии Элджернон Сидни писал: «То, что несправедливо, не является законом, и тому, что не является законом, не должны повиноваться». Он утверждал, что  поскольку правительства учреждаются свободным согласием людей для решения определенных задач, люди имеют право свергать правительства, когда они не решают этих задач или выходят за пределы своих полномочий. 
Французский мыслитель Габриэль Бонно де Мабли в своей работе «О правах и обязанностях гражданина», написанной в 1758 году, но изданной (по цензурным соображениям) лишь в 1789 году, писал: «Гражданская война — это зло потому, что она противоречит безопасности и счастью, к которым люди стремились при образовании общества, и потому, что она губит множество граждан. Гражданская война — это зло, подобно тому, как ампутация руки или ноги является злом потому, что противоречит организации нашего тела и причиняет мне жгучую боль. Но когда у меня гангрена руки или ноги, это ампутация — благо. Итак, гражданская война является благом, когда общество без помощи этой операции подвергается гибели от гангрены и, говоря без метафор, подвергается риску погибнуть от деспотизма». Примером такой оправданной гражданской войны он считал Нидерландскую революцию.
Впервые право на сопротивление было письменно зафиксировано в Декларации независимости США 1776 г. В преамбуле этого документа указывается, что «[…] если какой-либо государственный строй нарушает эти права, то народ вправе изменить его или упразднить и установить новый строй, основанный на таких принципах и организующий управление в таких формах, которые должны наилучшим образом обеспечить безопасность и благоденствие народа. […] когда длинный ряд злоупотреблений и насилий […] обнаруживает стремление подчинить народ абсолютному деспотизму, то право и долг народа свергнуть такое правительство и создать новые гарантии обеспечения своей будущей безопасности».
Статья 2 французской Декларации прав и свобод человека и гражданина 1789 года также указывает право на сопротивление угнетению в качестве одного из естественных и неотъемлемых прав человека, наряду со свободой, собственностью и безопасностью.
Более того, в 1793 году Декларация была расширена, в неё были включены, помимо прочего, следующие формулировки:
- 27. Каждый, кто присвоит себе принадлежащий народу суверенитет, да будет немедленно предан смерти свободными гражданами. […]
- 33. Сопротивление угнетению есть следствие, вытекающее из прочих прав человека.
- 34. Угнетение хотя бы одного только члена общества есть тем самым угнетение всего общественного союза. Угнетение всего общественного союза есть тем самым угнетение каждого члена в отдельности.
- 35. Когда правительство нарушает права народа, восстание для народа и для каждой его части есть его священнейшее право и неотложнейшая обязанность[8].

В Польском королевстве и Речи Посполитой право на сопротивление (prawo oporu, ius resistendi) было одной из привилегий шляхты с целью обеспечения защиты шляхетских прав и привилегий в случае их несоблюдения. Часто использовалось для оказания давления на короля. В частности, опираясь на это право, шляхта изгнала монархов Казимира I Восстановителя, Болеслава II Смелого. В период бескоролевья после смерти Сигизмунда II Августа (1572) и в последующих случаях междуцарствия конвокационный сейм объявлял себя генеральной, или каптуровой, конфедерацией, то есть верховным органом власти. С начала XVII века под названием «генеральная конфедерация» всё чаще выступали общегосударственные политические союзы шляхты, созданные в целях защиты её общесословных интересов. Иногда такая конфедерация превращалась в рокош (восстание шляхты против короля). Использование права  на восстание могло рассматриваться как мятеж в случае вооружённой победы короля.

## Гражданский долг
Некоторые философы утверждают, что свержение угнетающего правительства - не просто право народа, но его обязанность. Говард Эванс Кифер пишет:
Мне кажется, обязанность восстать понимается лучше права на восстание, поскольку право на восстание разрушает порядок сил, тогда как обязанность восстать выходит за его рамки и ломает его.
Мортон Уайт писал об американских революционерах:
Очень важно отметить, что у них была обязанность восстать, ведь она показывает, что мысленно они действовали в полном соответствии с заповедями естественного права и Бога природы, когда свергали абсолютную деспотию.
В Декларации независимости США утверждается: 
...когда длинный ряд злоупотреблений и насилий, неизменно подчиненных одной и той же цели, свидетельствует о коварном замысле вынудить народ смириться с неограниченным деспотизмом, свержение такого правительства и создание новых гарантий безопасности на будущее становится правом и обязанностью народа.
Аналогичным образом Мартин Лютер Кинг считал обязанностью народа сопротивляться несправедливым законам.

## Современность
Принятая ООН в 1948 году Всеобщая декларация прав человека говорит в преамбуле:
принимая во внимание, что необходимо, чтобы права человека охранялись властью закона в целях обеспечения того, чтобы человек не был вынужден прибегать, в качестве последнего средства, к восстанию против тирании и угнетения
В большинстве современных демократических государств в конституциях провозглашается народный суверенитет, предполагающий, что единственным источником власти в государстве является народ и, следовательно, имеет право сопротивляться узурпации власти или её злоупотреблениям. Возможно, именно поэтому право на сопротивление не находит специального закрепления в большинстве современных конституций. Ещё одной причиной может быть то, что право сопротивления весьма непросто юридически отграничить от опасности попыток политических экстремистов захватить власть насильственным путём, ссылаясь на то, что существующее правление якобы нарушает определённые права и свободы.
Тем не менее, в ряде современных демократических конституций право сопротивления закреплено. Так, например, ст. 20 Основного закона ФРГ провозглашает следующее:
- (1) Федеративная Республика Германия является демократическим и социальным федеративным государством.

[…]
- (4) Всякому, кто попытается устранить этот строй, все немцы имеют право оказывать сопротивление, если не могут быть использованы иные средства[12].

Конституцией Франции 4 октября 1958 года подтверждена Декларация прав человека и гражданина 1789 года. Из этого следует, что прямо названное в ней право на сопротивление угнетению является одним из основных прав, принадлежащих гражданам Франции. 16 июля 1971 года Конституционный совет Франции признал Декларацию юридически обязательным документом, нарушение которого неконституционно.

## Научная дискуссия
Научная дискуссия вокруг права на сопротивление угнетению сводится, главным образом, к дискуссии между сторонниками концепции естественного права и позитивистов.

Противником права на сопротивление угнетению был И. Кант:
«…против законодательствующего главы государства нет правомерного сопротивления народа, ведь правовое состояние возможно лишь через подчинение его устанавливающей всеобщие законы воле; следовательно, нет никакого права на возмущение (seditio), ещё в меньшей степени — на восстание (rebellio) и в наименьшей степени — права посягать на его особу как единичного лица (монарха) и на его жизнь (monarchomachismus sub specie tyrannicidii) под предлогом, что он злоупотребляет своей властью (tyrannis). Малейшая попытка в этом направлении составляет государственную измену (proditio eminens), и такого рода изменник может караться только смертной казнью как за попытку погубить своё отечество (parricida). — Обязанность народа терпеть злоупотребления верховной власти, даже те, которые считаются невыносимыми, основывается на следующем: сопротивление народа, оказываемое высшему законодательству, ни в коем случае не должно мыслиться иначе как противозаконное и, более того, как уничтожающее всё законное государственное устройство».